# Terence Hill
Terence Hill (Venecija, 29. ožujka 1939.) rođen kao Mario Girotti poznati je talijanski glumac po ulogama u "špageti westernima" i komedijama. Bud Spencer i Terence Hill zajedno su snimili preko 20 filmova, uglavnom komedija, koje su bile jako popularne u Europi.

## Filmovi s Budom Spencerom
- 1967. - Bog oprašta...ja nikada
- 1968. - Četiri za jedan Ave Marija
- 1969. - Brdo čizama; Zovu me Trinity
- 1971. - Triniti je i dalje moje ime; Crni gusar
- 1972. - Snažnije, dečki!
- 1973. - Pazi da ne bude gužve
- 1974. - Okreni i drugi obraz
- 1977. - Dva super policajca
- 1978. - Par i nepar
- 1979. - Krokodil i njegov nilski konj
- 1981. - Tko pronađe prijatelja, pronađe bogatstvo
- 1983. - Rođen je s privjeskom
- 1984. - Nema dvoje bez četiri
- 1985. - Policajci iz Mijamija
- 1994. - Troublemakers

## Vanjske poveznice
- Terence Hill na Internet Movie Databaseu
- Terence Hill službene međunarodne web stranice